# Unión y Progreso, San Francisco Cahuacuá
Unión y Progreso är en ort i Mexiko.   Den ligger i kommunen San Francisco Cahuacuá och delstaten Oaxaca, i den sydöstra delen av landet, 300 km sydost om huvudstaden Mexico City. Unión y Progreso ligger 1 386 meter över havet och antalet invånare är 202.
Terrängen runt Unión y Progreso är bergig åt nordväst, men åt sydost är den kuperad. Runt Unión y Progreso är det ganska glesbefolkat, med 30 invånare per kvadratkilometer. Närmaste större samhälle är Santa Catarina Cuanana, 5,4 km norr om Unión y Progreso. I omgivningarna runt Unión y Progreso växer huvudsakligen savannskog.